# رودولف شيندلر
رودولف شيندلر (بالألمانية: Rudolph Michael Schindler)‏ (و. 1887 – 1953 م) هو مهندس معماري من النمسا، والولايات المتحدة، ولد في فيينا، توفي في لوس أنجلوس، عن عمر يناهز 66 عاماً.